# Дагон
Дагон (хебр. דָּגוֹן‎) је запано-семитско божанство, национални бог Филистејаца након пресељења из Ханана. Дагон − јеврејски облик имена божанства Даган се помиње у акадским текстовима и извора из Мариа, Ебле и Угарита.

## Етимологија
Претпоставља се да је име овог божанства повезано са древнохебрејским ""דגן ( «Даган" зрно). Санхуниатон у својим списима наводи да Дагон значи СИТОН (на старогрчком - зрно). Даље наводи: "Дагон, након проналаска плуга, се назива Зевсов Аротри". "Аротри" значи "ратар, везан за пољопривреду."
Древнохебрејски термин "דג" ( «Дан", риба) је заснован на народној етимологији. Друга хипотеза, име Даган повезује са арапским коренима, где Даган значи «бити облак". Премаовој етимологији, Даган - је бог пољопривреде, "давалац хране", рибе, воде, божанство или бог кише.

## Митологија
Дагон, је пре свега помињан као бог пољопривреде и плодности, неко ко је открио плуг и учио људе да саде кукуруз и друге житарице и пеку хлеб.
По предању Светог писма Дагон је филистејски идол, чије име са везује за хебрејску реч Даг (риба), а представља се као получовек-полуриба. 

## Генеалогија
У филистејској митологији представља се као син неба и земље; брат Бетила, Аела и Атланта. Имао је усвојеног сина Демарунта који је био син Астарте и Мелкарта.
У митологјиа Угарит помиње се као отац бога Баала.

## Историографија
Први пут се помиње у Акадским документима (23. век п. н. е.) као врховно божанство становништва на десној обали средњег Еуфрата. Први помени Дагоновог култа код древних Семита Сирије и Ханаана налазе се у документима 15-14. века пре нове ере. а откривени су у Угариту.
Дагонов храм се налази у главним градовима средњег Еуфрата - Мари и Криту. Значај утицај Дагонов култ је имао и у Вавилону за време владавине Хамурабија ].
О распрострањености Дагоновог култа у Ханаан сведоче споменута места у Библији са именом Бет-Дагон у земљама племена Јуде и Ашера.
Култ Дагон је преузели су филистејци, као национално божанство (1 Самуел 5:. 1-7). Библија нам говори како да организује празник у част Дагона (Судије 16:23.); Уништење Дагоновог храма у Самсон Гази (Судије 16 :. 23-30). Дагонов храмове у Ашдоду уништио је Јонатан Апфус (I Макав. 10 :. 83-84). Култ Дагонов у Ашдоду се одржао и након одласка филистејаца (I Макав. 10:83).
Име божанства је присутно у личним именима Акадских краљева (Иддин-Даган, Исхме Даган). 
У Еблу даганов култ игра важну улогу, помиње се са епитетом "г" и "господин Туттул". Храмови, празници и чак град је, вероватно посвећен Дагану.
често се у митовима и легендама, помиње као отац гога Баала. 